# Owen Wijndal
Owen Wijndal (ur. 28 listopada 1999 w Zaanstadzie) – holenderski piłkarz grający na pozycji lewego obrońcy. Od 2010 jest zawodnikiem klubu AZ Alkmaar.

## Kariera piłkarska
Swoją karierę piłkarską Wijndal rozpoczął w klubie ZVV Zaandijk. Następnie trenował w młodzieżowej drużynie HFC Haarlem. W 2010 roku podjął treningi w AZ Alkmaar. Najpierw grał w młodzieżowej drużynie AZ, a w 2017 roku awansował do pierwszej drużyny. 4 lutego 2017 roku zadebiutował w niej w pierwszej lidze holenderskiej w przegranym 2:4 domowym meczu z PSV Eindhoven. W sezonie 2019/2020 wywalczył z AZ wicemistrzostwo Holandii.
| Sezon   | Klub            | Kraj     | Rozgrywki      | Mecze | Gole |
| ------- | --------------- | -------- | -------------- | ----- | ---- |
| 2016/17 | AZ Alkmaar      | Holandia | Eredivisie     | 1     | 0    |
| 2016/17 | Jong AZ Alkmaar | Holandia | Tweede divisie | 24    | 0    |
| 2017/18 | AZ Alkmaar      | Holandia | Eredivisie     | 7     | 0    |
| 2017/18 | Jong AZ Alkmaar | Holandia | Eerste divisie | 16    | 2    |
| 2018/19 | AZ Alkmaar      | Holandia | Eredivisie     | 8     | 0    |
| 2018/19 | Jong AZ Alkmaar | Holandia | Eerste divisie | 19    | 0    |
| 2019/20 | AZ Alkmaar      | Holandia | Eredivisie     | 24    | 1    |

## Kariera reprezentacyjna
Wijndal występował w młodzieżowych reprezentacjach Holandii - U-16, U-17, U-18, U-19, U-20 i U-21. W 2016 roku zagrał z kadrą U-17 na Mistrzostwach Europy U-17. Dotarł z Holandią do półfinału.
7 października 2020 Wijndal zadebiutował w reprezentacji Holandii w przegranym 0:1 towarzyskim meczu z Meksykiem, rozegranym w Amsterdamie. W 84. minucie tego meczu został zmieniony przez Quincy'ego Promesa.